# X и Y бозони
Във физиката на елементарните частици X и Y бозоните са хипотетични елементарни частици, аналогични на W и Z бозоните, но съответстващи на нов вид взаимодействие, предсказано от теорията на великото обединение (Grand Unification Theory – GUT).
Свойствата на бозоните варират според теорията, в която са предсказани. В повечето такива теории, X и Y бозоните свързват кварки с лептони, като се позволява нарушаване на принципа за запазване на барионното число, а от там и разпад на протона.
X бозонът би имал следния модел на разпад:
{\displaystyle X\rightarrow {\bar {q}}+{\bar {l}}}
{\displaystyle X\rightarrow q+q}
Където q е кварк и l е лептон. В тези реакции, нито лептонното число, нито барионното число се запазват, но B-L (барионното число минус лептонното число) се запазва. Различни съотношения на разпад между X бозона и неговата античастица (какъвто е случаят с К-мезона) би обяснило бариогенезата.